# Victor Carlhian
Victor Carlhian, né le 6 octobre 1875 à Lyon et mort dans la même ville le 13 septembre 1959 , est un journaliste français impliqué dans divers mouvements chrétiens œcuméniques à Lyon,. Il a publié plusieurs traités moraux.